# 4號州際公路
4號州際公路（英語：Interstate 4，簡稱I-4）是美國州際公路系統的一部份，以東北-西南走向貫穿佛羅里達半島，全長132.30英里（212.92），形成於1957年。

## 2008年连环撞车事件
在2008年1月9日，70辆车在州际4号高速公路POLK城附近发生连环撞车。该事故由一场未预料到的浓浓的晨雾所导致，晨雾里夹杂着由佛罗里达野生动物委员会实施的环境燃烧所产生的烟雾，而这次燃烧却是事先定好并且经过批准的。浓雾伴随着浓烟弥漫在4号州际公路上空，将能见度几乎降到了零。4个人因此而丧生，38人受伤。该路段直到第二天（1月10日）的晚上6点半才重新开通运行。